# Max Weber (Politiker, 1885)
Max Weber (* 7. Juni 1885 in Hamm; † 1946) war ein deutscher Schauspieler, Politiker und Agitator (KPD, NSDAP). Weber war 1919 ein führender kommunistischer Agitator in Bayern und von 1922 bis 1924 ein führender Propagandist der frühen NSDAP.

## Leben und Tätigkeit
Weber, der aus dem westfälischen Hamm stammte, war ein Sohn des Kaufmanns Carl Weber und seiner Ehefrau Sophie geb. Julius. Nach dem Schulbesuch betätigte er sich zunächst als Schauspieler und Kaufmann.
Während des Ersten Weltkriegs beteiligte Weber sich an der Gründung der Unabhängigen Sozialdemokratischen Partei Deutschlands (USPD) in München.
Nach dem Ersten Weltkrieg war Weber 1918/1919 Mitglied des Arbeiter- und Soldatenrates in München. Ein Polizeibericht vom 4. Juli 1919 beschrieb ihn für die erste Hälfte des Jahres 1919 als „Berufsredner“ und gestand ihm zu, „ein ausgezeichneter Agitationsredner“ zu sein. Im Frühjahr 1919 beteiligte Weber sich an den auf die Ermordung des bayerischen Ministerpräsidenten Kurt Eisner folgenden Unruhen, die in der Bildung der Münchener Räterepublik mündeten. Zu dieser Zeit wurde er Mitglied und Funktionär der Kommunistischen Partei Deutschlands (KPD), in der er die Stellung eines Bezirksleiters übernahm. An den Kämpfen der kommunistischen Revolutionäre gegen die Freikorps um die Stadt München nahm Weber auf Seiten der Kommunisten als einer der „Führer der Roten Armee“ teil. Der Bayerische Kurier bezeichnete ihn 1923 sogar als den „Gründer der Straubinger Räterepublik“. Nach der Niederschlagung der Räterepublik verbrachte er einige Wochen in Untersuchungshaft in Straubing, wurde aber Ende Juni 1919 vorläufig wieder freigelassen.
Am 11. Juni 1919 verurteilte das Volksgericht Straubing Weber wegen Beihilfe zum Hochverrat zu einer Strafe von 15 Monaten Festungshaft, die er auch verbüßte. Nicht ganz geklärt ist, wann Weber die Haft antrat. Eine polizeiliche Liste „Verdächtige Personen“ vom 28. Mai 1920 vermerkt, das ein „Haftbefehl zum Strafantritt“ für Weber (der als „Mitbegründert der U.S.P., Referent u 1. Vorsitzender des Kreises Oberbay[ern]“ beschrieben wird) ausgestellt worden sei.
Anfang 1921 kam Weber wieder nach München: Unter dem Künstlernamen Werns schlug er sich in der Folgezeit als Graphologe und Schriftdeutser auf Jahrmärkten durch. Da die KPD ihn nach seiner Rückkehr aus der Haft misstraute und ihn verdächtigte, ein Polizeispitzel zu sein, wandte er sich 1921 von dieser ab.
Im Herbst 1922 tauchte Weber in der frühen NSDAP auf, für die er zu dieser Zeit als politischer Werberedner aufzutreten begann, wobei er in der Folgezeit zu einem ihrer wichtigsten Agitatoren aufstieg. In großen Versammlungen in München, aber auch andernorts (so in verschiedenen Städten Württembergs wie Geislingen und Stuttgart), über Themen wie „Der Staat, das Wucher- und Schiebertum“. Ironischerweise agitierte der ehemalige kommunistische Revolutionär nun auch in Vorträgen wie „Der Zusammenbruch des Marxismus“ gegen die Ideologie, der er wenige Jahre zuvor (mindestens verbal) angehangen hatte.
Webers Prominenz als Propagandaredner für die NSDAP war während der Jahre um 1923 derart groß, dass der bayerische SPD-Chef Erhard Auer anlässlich einer Berichtsreise beim Reichspräsidenten Friedrich Ebert im Februar 1923, bei der er diesen über die politische Lage in Bayern informierte, einem Bericht des New York Herald Tribune zufolge, auch auf Weber, Hermann Esser und einige andere führende NSDAP-Funktionäre zu sprechen, die er wegen ihres fragwürdigen Vorlebens als Belege für den geringen moralischen Wert der Partei ansah: „Die Unterführer, die ihn [Hitler] umgeben würden“ („the lieutenants who surround him“), wie „Max Weber und Esser, beide einstige Kommunisten and Koeller, auch ein früherer Kommunist und Hauptgehilfe von Max Hoelz, dem kommunistischen Räuberhauptmann“ („Max Weber and Esser both erstwhile communists and Koeller, also a former Communist and chief Lieutenant of Max Hoelz Communist robber chieftain“), würden den Tiefstand von Hitlers „ganzer Bewegung“ („entire movement“) belegen und die Behauptung, dass er die Befreiung von Bayern und Deutschland anstrebe, Lügen strafen.
Im Jahr 1923 war Weber „Delegierter für Württemberg“ der NSDAP und in dieser Stellung mit dem Aufbau der Partei in Württemberg betraut.
Nach 1924 spielte Weber in der NSDAP keine nennenswerte Rolle mehr. Im Jahr 1931 ist Weber – der zu dieser Zeit die Berufsbezeichnung eines „Schriftstellers“ führte – als Informant der Münchener Polizei nachweisbar. Zu diesem Zeitpunkt erklärte er, seit sieben Jahren (also seit 1924) in keiner Verbindung mit der Partei mehr zu stehen. Von Mitte 1935 bis Mai 1936 war Weber Gefangener im KZ Dachau, anschließend verbrachte er zwei Monate im Krankenhaus Schwabing.
Nach dem Urteil von Genunheit gewann Weber wohl „wegen seiner Rednergabe [...] schnell Einfluss“ in der Partei. Während seiner Tätigkeit für die frühe NSDAP war Weber weiterhin als Polizeispitzel tätig, wobei er sowohl der bayerischen Polizei als auch der Münchener NSDAP-Leitung beinahe gleichlautende Berichte lieferte. In einem zeitgenössischen Polizeibericht wird er als „durch und durch unehrliche Persönlichkeit“ eingestuft, deren „Verhalten und Gesinnung einzig und allein von den jeweiligen finanziellen, persönlichen Vorteilen“ abhängig sei. Dies hinderte die Polizei indessen nicht daran, weiterhin auf seine Dienste zurückzugreifen. Die Polizeiakten vermerken zudem, dass Weber wegen Delike wie Betrug, Diebstahl und Urkundenfälschung vorbestraft war sowie dass amtsbekannt sei, dass er homosexuell veranlagt sei.
Genuneit hat Webers Person und seine Rolle in der NS-Bewegung rückblickend mit der Formel beschrieben, dass dieser eine jener „Abenteurergestalten“ gewesen sei, „die von einer faschistischen Organisation, wie der NSDAP angezogen werden“ und „ohne die eine solche Partei andererseits auch nicht auskommen kann“.